# Hromec
Hromec är ett samhälle i Kroatien.   Det ligger i länet Krapina-Zagorjes län, i den norra delen av landet, 50 km norr om huvudstaden Zagreb. Hromec ligger 421 meter över havet och antalet invånare är 442.
Terrängen runt Hromec är lite kuperad. Runt Hromec är det ganska tätbefolkat, med 185 invånare per kvadratkilometer. Närmaste större samhälle är Pregrada, 6,9 km sydväst om Hromec. Omgivningarna runt Hromec är en mosaik av jordbruksmark och naturlig växtlighet.